# Сансере
Сансере́ (фр. Censerey) — коммуна во Франции, находится в регионе Бургундия. Департамент коммуны — Кот-д’Ор. Входит в состав кантона Льерне. Округ коммуны — Бон.
Код INSEE коммуны — 21124.

## Население
Население коммуны на 2010 год составляло 178 человек.
| 1962 | 1968 | 1975 | 1982 | 1990 | 1999 | 2010 |
| ---- | ---- | ---- | ---- | ---- | ---- | ---- |
| 287  | 264  | 237  | 214  | 209  | 167  | 178  |

## Экономика
В 2010 году среди 101 человека трудоспособного возраста (15—64 лет) 74 были экономически активными, 27 — неактивными (показатель активности — 73,3 %, в 1999 году было 60,2 %). Из 74 активных жителей работали 64 человека (39 мужчин и 25 женщин), безработных было 10 (5 мужчин и 5 женщин). Среди 27 неактивных 5 человек были учениками или студентами, 13 — пенсионерами, 9 были неактивными по другим причинам.